# Канаш (Верхнеуслонский район)
Канаш — деревня в Верхнеуслонском районе Татарстана. Административный центр Канашского сельского поселения.

## География
Находится в западной части Татарстана на расстоянии приблизительно 45 км на юг-юго-запад от районного центра села Верхний Услон у речки Меминка.

## История
Основана в 1924 году (приблизительно) переселенцами из села Барышево.

## Население
Постоянных жителей было в 1938 году — 281, в 1949 — 341, в 1958 — 270, в 1970 — 268, в 1979 — 218, в 1989 — 141. Постоянное население составляло 138 человек (чуваши 85 %) в 2002 году, 110 — в 2010.